# Mütterschule

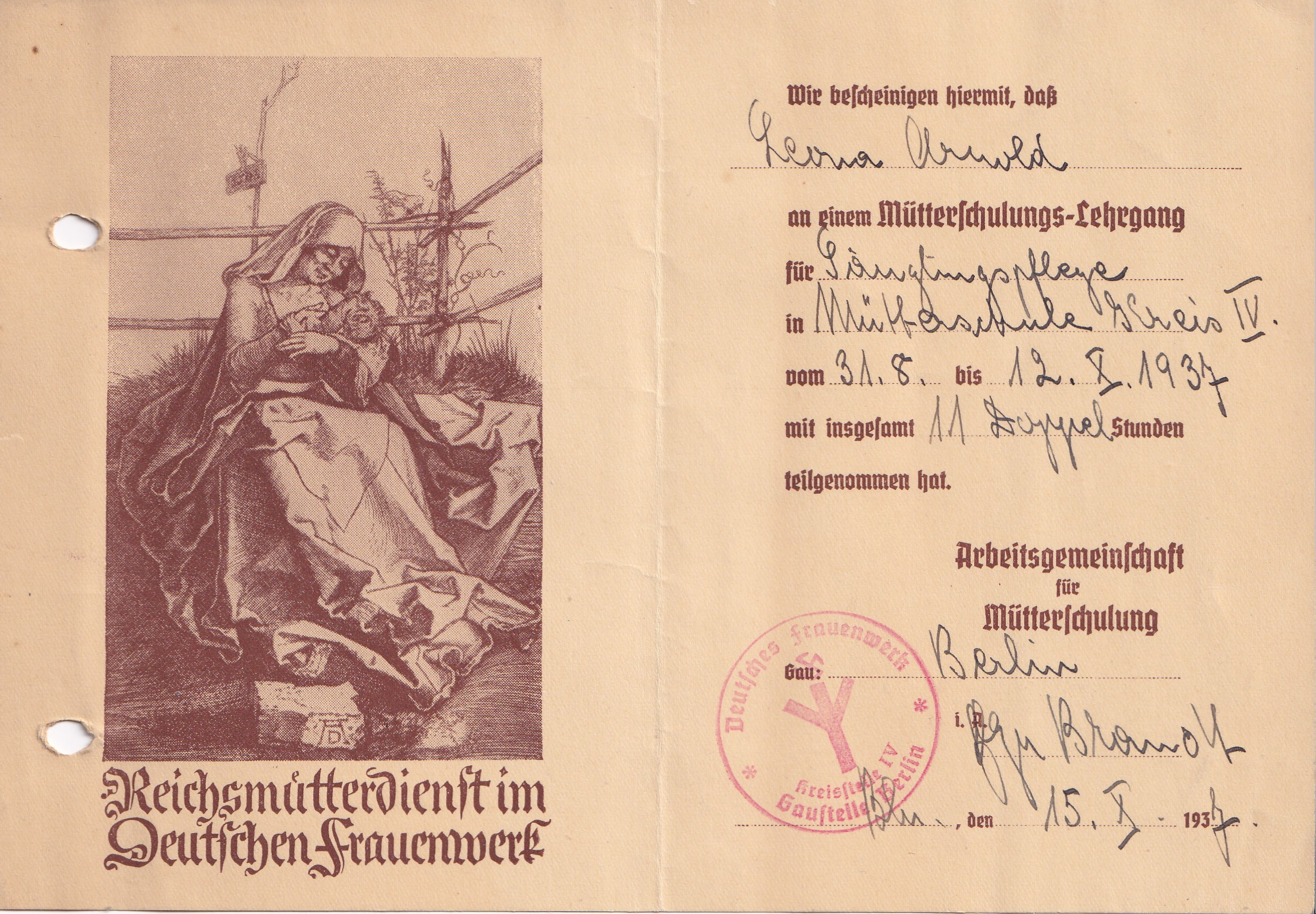
Zertifikat über den Besuch einer Mütterschule 1937

Mütterschulen waren in der Zeit des Nationalsozialismus ein Instrument der Frauen- und der Bevölkerungspolitik, um Frauen in den Bereichen Schwangerschaft, Pflege und Erziehung von Kindern sowie Haushaltsführung für die nationalsozialistische Weltanschauung zu gewinnen.

## Organisation
In der Weimarer Republik waren anlässlich der hohen Säuglingssterblichkeit etwa 37 Bildungseinrichtungen von Frauenorganisationen, freien Trägern oder als kirchliche Einrichtungen entstanden.
Der 1934 gegründete Reichsmütterdienst war eine gemeinsame Abteilung der NS-Frauenschaft (NSF) und des Deutschen Frauenwerks (DFW) und übernahm die Organisation der Mütterschulen. Dem DFW unterlag die praktische Durchführung der Kurse, die NSF bestimme deren ideologische Zielsetzung. Beide Organisationen waren der Leitung der Reichsfrauenführerin Gertrud Scholtz-Klink unterstellt und arbeiteten über Querverbindungen eng zusammen.
Alle deutschen Frauen sollten „ohne Rücksicht auf Konfession oder Stand vorbereitet und ertüchtigt werden für alle die Aufgaben, die sie im Kreise ihrer eigenen Familie und im Interesse der völkischen Gemeinschaft zu erfüllen haben.“ Insbesondere konfessionell ausgerichtete Mütterschulungskurse wurden deshalb 1935 durch das Reichsinnenministerium verboten und als möglicher Angriff auf Staat und Partei nach dem Heimtückegesetz verfolgt. Der Evangelische Mütterdienst, die Deutsche Vereinigung für Säuglings- und Kleinkinderschutz, der Deutsche Fröbelverband sowie die Reichsgemeinschaft Deutscher Hausfrauen gingen in der NS-Frauenschaft auf.
Die Mütterschulen waren einheitlich auf Kreisebene organisiert und sollten alle Frauen ab 18 Jahren erfassen. Ihr Besuch war freiwillig, allerdings standen unterschiedliche fürsorgliche Maßnahmen des NS-Staates in Zusammenhang mit der Mütterschulung. So war die Gewährung des Ehestandsdarlehens an einen Kursbesuch geknüpft, außerdem gab es Pflichtkurse für arbeitslose Frauen, die auf staatliche Sozialunterstützung angewiesen waren.
Im Jahr 1937 hatten bereits rund 1,14 Millionen Frauen an über 53.000 Kursen teilgenommen, überwiegend Frauen von Beamten, Angestellten und Selbstständigen.

## Lehrplan
Die Mütterkurse waren in vier Hauptbereiche geteilt: Haushaltsführung, Gesundheit, Erziehungsfragen und Heimgestaltung. Im Bereich Hauswirtschaft wurde die optimale Lebensmittelverwertung, die vernünftige Vorratswirtschaft, die richtige Behandlung der Hauswirtschaftsgeräte sowie die Durchführung von einfachen Reparaturen gelehrt. Ab 1936 wurden Mütterschulen in die Kriegsvorbereitungen nach dem Vierjahresplan einbezogen, wodurch der Volks- und Hauswirtschaftsabteilung auch die Aufgabe zukam, den Hausfrauen ein konsumbewusstes Verhalten anzueignen, um die privaten Konsumausgaben möglichst niedrig zu halten. In der Säuglingspflege und in Erziehungsfragen war das Buch Die deutsche Mutter und ihr erstes Kind von Johanna Haarer maßgeblich.
Da Frauen angeblich nicht die gleiche Lernfähigkeit wie Männer aufbringen könnten, beruhte die gesamte Schulungsarbeit hauptsächlich auf praktischem Anschauungsmaterial, nicht dem theoretischen Unterricht. Die Inhalte sollten durch Ansprechen des Gemüts und durch kleine Gesprächsrunden vermittelt werden. Vorträge sollten eher kurz gehalten werden, um die Frauen nicht zu langweilen oder zu überfordern. Der Unterricht war mit nationalsozialistischen Ritualen wie dem morgendlichen Fahnenappell verbunden.
Eine besondere Abteilung bildeten die Bräuteschulen, die der Vorbereitung auf die Ehe mit SS-Angehörigen dienten. Dort lagen die Schwerpunkte im Bereich Heimgestaltung und Volks- und Brauchtumspflege.

## Beispiel
Ein Beispiel ist die 1936 errichtete Reichsmütterschule Wedding.